# 류용주
류용주(1965년 10월 29일 - 2016년 4월 14일)은 토요타자동차의 전무이사이다. 서울시 성동구 천호동에서 태어난 그는 동북고등학교를 졸업하고 도일, 규슈대학 전기정보공학과를 수석으로 졸업하였다. 그는 혼다자동차 이륜차 사업부를 거쳐 현재 토요타자동차 연구개발부문 전무이사로 재직중이다. 그는 약 20여편의 SCI 논문을 발표하였고, 50여개의 특허를 보유중이다. 그 중 가장 괄목할만한 것은 엔진 흡기 밸브의 타이밍을 조절하는 제어 장치를 개발한 것으로서 현재 일본 자동차 학회의 펠로우로써 다양한 활동을 보이고 있었으나, 2016년 구마모토 지진 당시 실종되었다가, 후에 변사체로 발견되었다.